# Olympische Sommerspiele 1896/Leichtathletik – Weitsprung (Männer)
Der Weitsprung der Männer bei den Olympischen Spielen 1896 wurde am 7. April 1896 im Panathinaiko-Stadion in Athen ausgetragen. Es nahmen insgesamt 9 Sportler aus 5 Nationen teil.

## Rekorde
Der aufgeführte Weltrekord war damals noch inoffiziell.
| Weltrekord | 7,21 m | Irland | J.J.Mooney | Mitchelstown (Irland), 5. September 1894 |

Der folgende olympischen Rekorde wurde während des Wettbewerbs aufgestellt:
| Olympischer Rekord | 6,35 m | Ellery Clark ( USA) | 7. April 1896 |

## Wettkampfverlauf
7. April 1896, 14:40 Uhr 

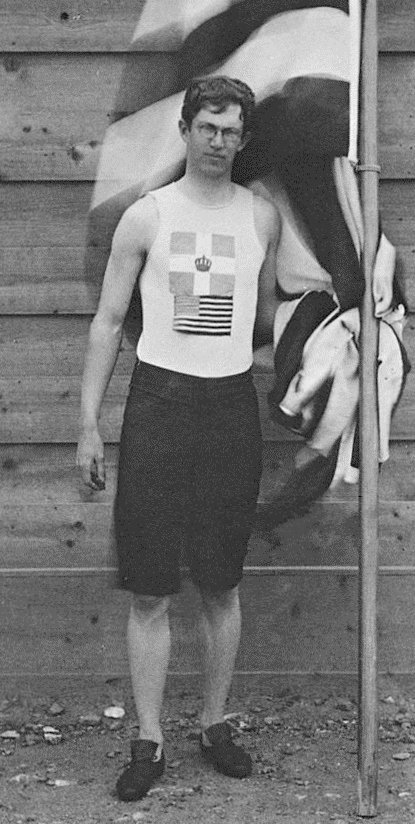
Olympiasieger Ellery Clark, USA

Den Springern standen drei Versuche zur Verfügung. Der spätere Sieger Ellery Clark hatte zunächst zwei Fehlversuche und musste zittern. Ursache dafür war das Eingreifen des Chefschiedsrichters Kronprinz Konstantin. Dieser hatte die Mütze entfernt, die Clark als Absprungmarke dort platziert hatte. Der Kronprinz meinte, solche Hilfen entsprechen nicht den Regeln des Amateursports. Doch Ellery Clark erreichte mit seinem einzigen gültigen Sprung die Siegerweite, die allerdings nicht an das Weltniveau auch der damaligen Epoche heranreichte. Zum Weltrekord fehlten 86 Zentimeter und Weiten von knapp unter oder über sieben Metern wurden bei anderen Gelegenheiten mehrfach erzielt – z. B. errang C.E.H. Leggat 1896 den britischen Meistertitel mit 7,03 m.

## Ergebnisse
| Platz | Name                      | Land | Weite (m) |    |
| ----- | ------------------------- | ---- | --------- | -- |
| 1     | Ellery Clark              | USA  | 6,35      | OR |
| 2     | Robert Garrett            | USA  | 6,18      |    |
| 3     | James Connolly            | USA  | 6,11      |    |
| 4     | Alexandre Tuffèri         | FRA  | 5,98      |    |
| 5     | Adolphe Grisel            | FRA  | 5,83      |    |
| 6     | Henrik Sjöberg            | SWE  | 5,80      |    |
| 7     | Alexandros Chalkokondylis | GRE  | 5,74      |    |
| 8     | Carl Schuhmann            | GER  | 5,70      |    |
| 9     | Athanasios Skaltsogiannis | GRE  | k. A.     |    |

| Platz | Name                      | Land | Weite (m) |    |
| ----- | ------------------------- | ---- | --------- | -- |
| 1     | Ellery Clark              | USA  | 6,35      | OR |
| 2     | Robert Garrett            | USA  | 6,00      |    |
| 3     | James Connolly            | USA  | 5,84      |    |
| 4     | Alexandros Chalkokondylis | GRE  | 5,74      |    |
| –     | Alexandre Tuffèri         | FRA  | k. A.     |    |
| –     | Athanasios Skaltsogiannis | GRE  | k. A.     |    |
| –     | Henrik Sjöberg            | SWE  | k. A.     |    |
| –     | Carl Schuhmann            | GER  | k. A.     |    |
| –     | Adolphe Grisel            | FRA  | k. A.     |    |

| Platz | Name                      | Land | Weite (m) |    |
| ----- | ------------------------- | ---- | --------- | -- |
| 1     | Ellery Clark              | USA  | 6,35      | OR |
| 2     | Robert Garrett            | USA  | 6,00      |    |
| 3     | James Connolly            | USA  | 5,74      |    |
| 4     | Alexandre Tuffèri         | FRA  | k. A.     |    |
| 5     | Adolphe Grisel            | FRA  | k. A.     |    |
| 6     | Henrik Sjöberg            | SWE  | k. A.     |    |
| 7     | Alexandros Chalkokondylis | GRE  | k. A.     |    |
| 8     | Carl Schuhmann            | GER  | k. A.     |    |
| 9     | Athanasios Skaltsogiannis | GRE  | k. A.     |    |

| Platz | Name                      | Land | Weite (m) |    |
| ----- | ------------------------- | ---- | --------- | -- |
| 1     | Ellery Clark              | USA  | 6,35      | OR |
| 2     | Robert Garrett            | USA  | 6,18      |    |
| 3     | James Connolly            | USA  | 6,11      |    |
| 4     | Alexandre Tuffèri         | FRA  | 5,98      |    |
| 5     | Adolphe Grisel            | FRA  | 5,83      |    |
| 6     | Carl Schuhmann            | GER  | 5,70      |    |
| 7     | Dezső Wein                | HUN  | 5,64      |    |
| 8     | Alexandros Chalkokondylis | GRE  | k. A.     |    |
| 9     | Athanasios Skaltsogiannis | GRE  | k. A.     |    |

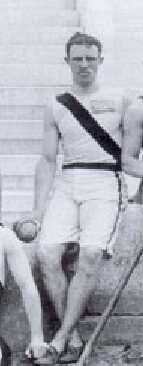
Der Olympiazweite Robert Garrett – erfolgreich auch als Sieger im Kugelstoßen und Diskuswurf sowie als Dritter im Hochsprung
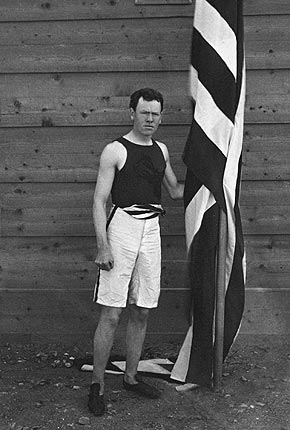
Einen Tag nach seinem Sieg im Dreisprung wurde James Connolly Dritter im Weitsprung
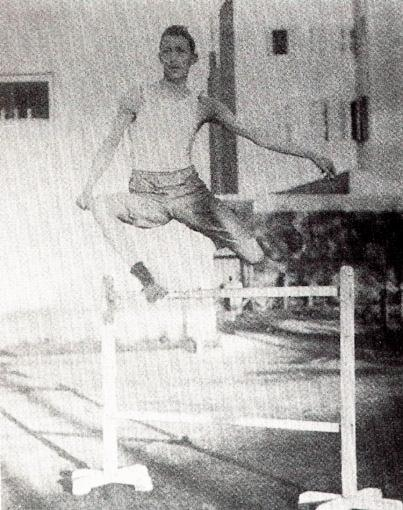
Der Dreisprung-Zweite Alexandre Tuffèri belegte nach den meisten Quellen Rang vier

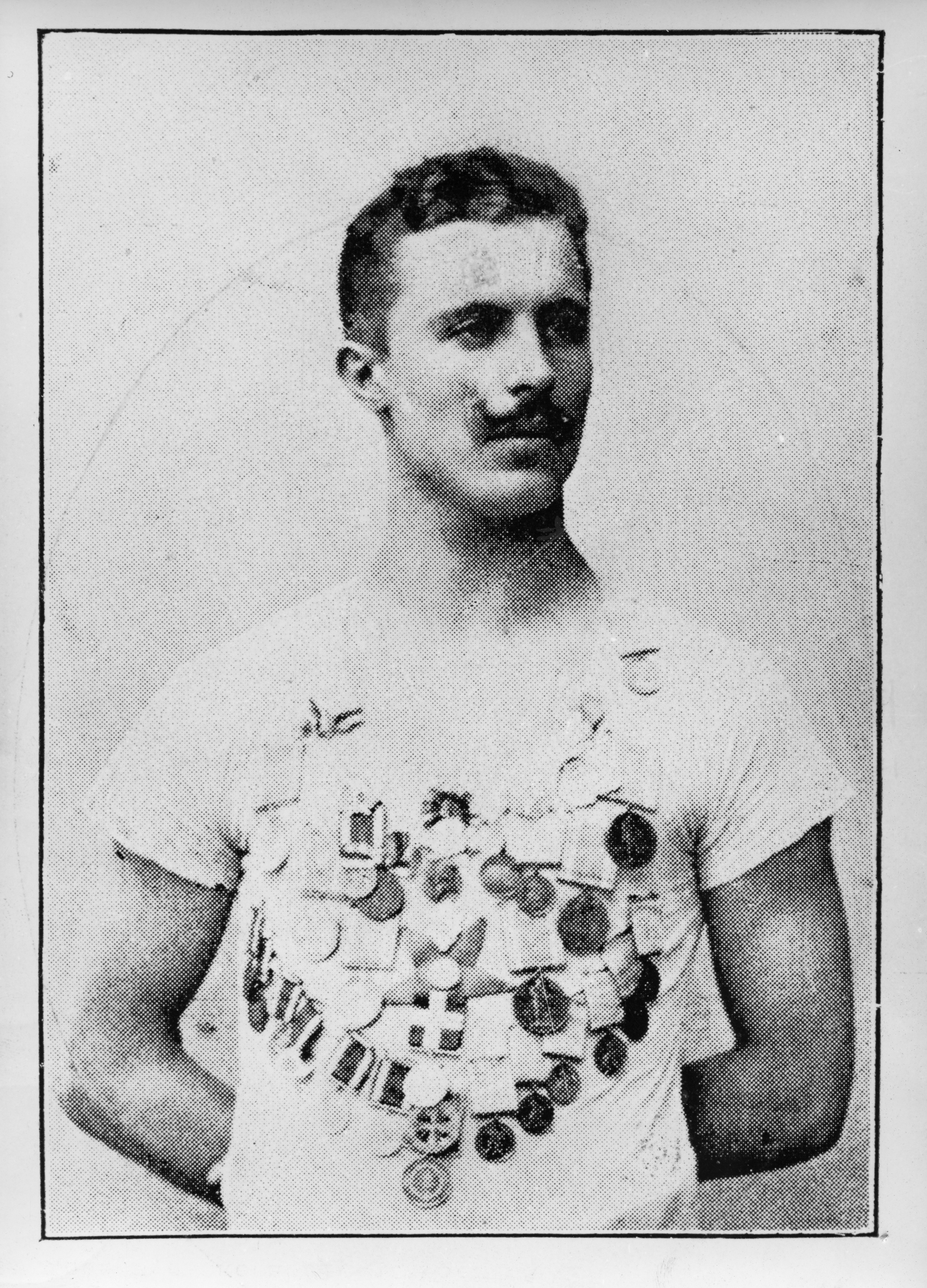
Der auch im Hochsprung unter den ersten Fünf platzierte Henrik Sjöberg kam hier im Weitsprung wohl unter die ersten Sechs
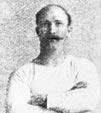
Carl Schuhmann erreichte einen Platz unter den ersten Acht